# Andreas Voss
Andreas Voss (* Syke, costa de Bremen, 12 de marzo de 1857 - 9 de abril de 1924, Heiligendamm, Bad Doberan) fue un botánico y meteorólogo alemán.
Se especializó en horticultura y fue editor en alemán, con August Siebert (1854-1923), de la tercera edición de la Guía Vilmorin de floricultura, Vilmorin's Blumengärtnerei.
Fue también autor de un diccionario de Botánica, Botanisches Hilfs- und Wörterbuch, con su sexta edición de 1922.
- La abreviatura «Voss» se emplea para indicar a Andreas Voss como autoridad en la descripción y clasificación científica de los vegetales.[1]

Se posee el registro IPNI de 785 de sus identificaciones y nombramientos de nuevas especies.